# 犬神の悪霊
『犬神の悪霊』（いぬがみのたたり）は、東映が1977年6月18日に公開したホラー映画である。

## 概要
1973年の『エクソシスト』、1976年の『オーメン』などの1970年代におこったオカルト映画ブームと、公開時前年の『犬神家の一族』の好評にあやかって、「日本初のオカルト映画」として製作された。
また、松竹が準備中の『八つ墓村』のメディア露出の増加を見た東映の岡田茂社長が「恐怖映画を作れ!」と号令をかけ製作されたとも言われている。

## ストーリー
ウラン技師・加納竜次は同僚の安井・西岡と共にウラン鉱探査のためにある地方の寒村を訪れ、鉱脈を発見する。大喜びする三人だが、その際に車で路傍の小さな祠を破壊し、飛び出してきた犬を轢き殺してしまう。半年後、竜次は村長・剣持剛造の娘である麗子と結婚するが、その披露宴で西岡が発狂して数日後に自殺、安井は野犬の群れに襲われて殺される。麗子は祠が壊されたことや、犬神統（犬神筋）の親友、垂水かおりが竜次に惚れていた事を知り、犬神の祟りだと信じ込んで、次第に精神に異常をきたしていく。現代医学でも治療はできず、やむなく竜次は麗子の実家へ帰郷する。犬神に憑かれたと断定された麗子は、憑き物落としの責め苦に耐え切れず息を引き取る。そんな中、村で井戸水を飲んで死んだ者が出たため、犬神憑きの家系として忌み嫌われていた垂水家の者が毒をまぜたと思い込んだ村人たちは、彼らを襲って皆殺しにする。留守にしていて生き残った隆作は、犬神憑きの儀式を行い、犬の体を土中に埋めて呪いと共に犬の首を刎ねた。隆作は宙を飛ぶ犬の首に喉笛を噛み切られる形で絶命する。そしてその瞬間、磨子に犬神が取り憑き、村人たちへの復讐が始まる。

## スタッフ
- 監督・脚本：伊藤俊也
- 企画：天尾完次、安斉昭夫
- 音楽：菊池俊輔
- 撮影：仲沢半次郎
- 録音：小松忠之
- 照明：小林芳雄
- 美術：桑名忠之
- 編集：戸田健夫
- 助監督：馬場昭格
- 記録：山内康代
- 擬斗：日尾孝司
- スチール：遠藤努
- 進行主任：松本可則
- 装置：井保国夫
- 装飾：米沢一弘
- 美粧：入江荘二
- 衣装：河合啓一
- 演技事務：石川通生
- 現像：東映化学
- 協力：秘境室生赤目青山国定公園、青蓮寺レークホテル、三重県名張市、北品川総合病院
- 人形：吉徳大光
- 舞踏協力：村上クラーク、八桑みどり、土屋大陸、前田正徳、田中泯、徳田ガン、辻征宣、中岡一貴、鴨川てんじ、赤穂善計
- 舞踏制作：早川洋子

## キャスト
- 大和田伸也：加納竜次
- 泉じゅん：加納麗子
- 鈴木瑞穂：剣持剛造
- 小山明子：剣持佐和
- 伊藤高：剣持真一
- 長谷川真砂美：剣持磨子
- 室田日出男：垂水隆作
- 岸田今日子：垂水君代
- 山内恵美子：垂水かおり
- 加藤淳也：垂水勇
- 白石加代子：霊媒(「カラ」に立つ女)
- 三重街恒二： 村の祈祷師
- 三谷昇：久賀村駐在
- 小林稔侍：久賀村青年団長
- 小野進也：西岡(竜次の同僚)
- 畑中猛重：安井(竜次の同僚)
- 川合伸旺：梶山所長(竜次の上司)
- 相馬剛三：田辺(久賀村村会議員)
- 河合絃司：桧垣(久賀村村長)
- 町田政則：太吉
- 青木卓：寿男
- 宮地謙吾：三郎
- 松本智正：務(田辺の息子)
- 関山耕司：医者
- 団巌：看護人Ａ
- 比良元高：看護人Ｂ
- 新宅剛：産婦人科医
- 野平ユキ：産婦人科看護婦
- 高月忠：掘削機で死ぬ作業員
- 久地明：作業員
- 清水昭夫：結婚式司会者
- 望月天：職員
- 亀山達也：職員
- 木村修：職員
- 山田光一：村の親族
- 佐川二郎：中年の男
- 山浦栄
- 横山繁
- 長尾信
- 平井亜矢子
- 大野広高
- 高野隆志
- 五野上力
- 田城英子
- 蒲田拓巳
- 道祖土勝
- 藤木武司

## 製作
監督・脚本の伊藤俊也は、1973年の『女囚さそり けもの部屋』で梶芽衣子と衝突して干されてからの復活戦であったが、1975年に鬼熊事件を題材に『ひとよんで鬼熊』（『人呼んで鬼熊』表記もあり）というシナリオを深町秀煕と澤井信一郎の共同で書き、岡田東映社長に提出したが、「これはウチでやる映画じゃない。ATGを紹介してやる」と言われ企画は通らず（シナリオのみ『キネマ旬報』1975年11月下旬号に掲載）。その後日本各地に伝わる"イヌガミたたり"などの伝承を取材してまわり、科学では解明しきれない俗信の世界を現代を舞台にした日本独自のオカルト映画『悪霊の女』を新たに書き上げた。映画界にオカルトブームが起き、特に1976年秋に日本で公開された『オーメン』のメガヒットもあり、この企画が通り製作が決まった。当初は1975年の『新幹線大爆破』以来の"路線外超大作"として製作費5億円を投じると報道された。当初の公開予定を一ヶ月延ばしたが、ギリギリまでタイトルは『犬神の祟り』だった。

### キャスティング
剣持磨子を演じる長谷川真砂美は2000人のオーディションで選ばれた。

### 撮影
伊藤監督は「『オーメン』なんてネタ割れ、計算違いが目立つ。『キャリー』なんて眠っていても作れる」と豪語してのクランクイン。東映には珍しく撮影は3ヵ月かけた。

## 宣伝

### キャッチコピー
何が跳梁しているのか!? 不吉な死の数珠つなぎ! 最初の叫びが村をつん裂いてから次々と恐ろしい何かが起った! そしてラスト‥‥ あなたの声まで奪われる!。

### 動物愛護団体からの抗議
劇中、地中に埋めた犬の首を切断するシーンは、江戸時代の書物『土佐国淵岳誌』に記されているとされ、犬の生への執念を自分に乗り移らせて祈願を成就するというもので、東映は製作発表の席で本当の犬の首を刀で斬り落としたと説明した。これを知った日本動物愛護協会が1977年3月8日、東映に抗議し、さらに3月10日、日本動物愛護協会、日本犬猫の会、動物フレンドクラブなどの動物愛護団体が東映東京撮影所に押しかけ、「そんな残酷なことは絶対に許さない」と要望書を手渡し、イザという時はデモを決行すると猛抗議した。これは抗議を予想して映画の宣伝効果を狙った岡田社長が流したものだったが、この影響で封切を一ヶ月延ばしたことで、製作も宣伝も充分な時間が取れ、監督も『女囚さそりシリーズ』で実績のある伊藤俊也であるし、先述のように『オーメン』の予想外のメガヒットもあり、『エクソシスト2』の宣伝も始まるので、その前に乗っかってヒットするのではないかという予想もあった。

## 作品の評価

### 興行成績
配給収入は、二週間の配集で約1億5千万円程度。同時期に公開された東宝の『八甲田山』には遠く及ばなかったものの、好成績を記録した。

### 批評家評
日本土着の差別問題である犬神憑き・狐憑きに主に焦点を当て、現代の人間の心性に根ざした憑依現象を本格的に描いてはいるが、その一方で物語の脈絡を欠いたショックシーンがいたるところで導入されているため、現在においても評価が分かれる。
文明・都会人の象徴である主人公が、地方で犬神憑きによる差別に直面、犬神統とみなした村人たちの悪しき俗信を描く前半部と、家族を村人に惨殺された家父長が、邪術的呪詛を行うことによって、不可視だった犬神を立ち表せた後半部にストーリーは分けられる。
ただし、村落共同体が共有する差別感情によって犬神統の家族を排除する過程が映像としては不明瞭で(ただしシナリオにはその過程が細かく記されている)、本来あるはずもなかった「犬神の悪霊」を後半部で実際に出現させたため、前半部での村人の愚かな差別に対する観客の理解を混乱させてしまい、作品として焦点がぼやけてしまった。
こうしたタブーとされていた憑き物の差別問題を社会派として描く一方で、テンポの早いジェットコースター的な展開が後半になるにつれこれでもかと続くため、印象的で個性的な作品に仕上がっている。
特にラスト、家族とは別に一人だけ村外れで荼毘にふされていた主人公の死体が突然起き上がって、何かを訴えるかのように溶けていくシーンは意図が捉えがたく、作品の評価を分ける原因となっている。
黒沢清はこのラストの演出について「なんだかわからないけど衝撃でした。想像するに脚本の意図は少し違っていたんじゃないでしょうか。伊藤俊也さんが過剰にやりすぎたんだね。『キャリー』のラストより凄いです」などと評価している。 
「ジャパニーズ・ホラー」という言葉は『キネマ旬報』1996年8月下旬号での「ジャパニーズ・ホラー映画の現在」という企画特集で、金澤誠が使用したのが最初と見られるが（「Jホラー」という言葉は1990年代の文献には見つからない）、金澤は「日本のホラー映画は、1950年代から1960年代に作られた怪談映画が太い絆としてあり、欧米のホラー映画がフランケンシュタインの怪物などのヒット・キャラクターを生むことで発展し、1970年代のオカルト映画、1980年代のスプラッタ映画と、ホラーの新路線を模索していた時代に、怪談映画の呪縛から解き放たれようともがき、独自の方向性を見つけられないでいたが、中でも特筆される作品として、山本迪夫の「血を吸うシリーズ」(1970～1974年)、大林宣彦の『HOUSE』(1977年)、池田敏春の『死霊の罠』(1988年)と、本作『犬神の悪霊』を挙げ、これらは1995年の『学校の怪談』、『トイレの花子』さんに至るまでのプラットフォームになった」と評価している。
同じ東映配給の2020年『犬鳴村』は、「犬神の悪霊」公開時の東映マークの使用、トンネル内でのタイトルなど本作のエッセンスが投入されているなどの指摘があり、監督の清水崇は本作を評価している。

## ビデオソフト
- 一般家庭にビデオが普及する前の1981年頃、東映芸能ビデオからVHSが5万8000円で発売されていた[23]。
- その後、長らく映像ソフトが再発売されず視聴困難な状態が続いていたが、2007年7月21日に東映ビデオからDVDが発売された。
- 2024年 1月23日、 CORSE OF THE DOG GODのタイトルで、モンド・マカブロよりBlu-rayが発売された。

## サウンドトラック
- 犬神の悪霊 オリジナル・サウンドトラック（2022年2月23日/CINEMA-KAN/規格番号CINK-122）

本編使用音源に加えて、未使用音源も収録されている。伊藤俊也へのインタビューを掲載。

## 同時上映
『新女囚さそり 特殊房X』
- 主演 - 夏樹陽子 / 監督 - 小平裕
- 女囚さそりシリーズ第6作[14]。